# 奥弗涅地区欧比松
奥弗涅地区欧比松（法語：Aubusson-d'Auvergne，法語發音：[obysɔ̃ dovɛʁɲ]）是法国多姆山省的一个市镇，位于该省东部，属于蒂耶尔区。该市镇总面积6.79平方公里，2009年时的人口为234人。

## 人口
奥弗涅地区欧比松人口变化图示